# Un dottore tra le nuvole
Un dottore tra le nuvole (titolo originale: Der Bergdoktor, letteralmente: "Il medico di montagna") è una serie televisiva austro-tedesca prodotta dal 1992 al 1999  dalla NDT e basata su una serie letteraria dal titolo omonimo. Tra gli interpreti principali, figurano Gerhard Lippert, Harald Krassnitzer, Anita Zagaria, Walter Reyer, Enzi Fuchs e Manuel Guggenberger.
La serie si compone di 6 stagioni, per un totale di 96 episodi
In Germania, la serie  è stata trasmessa dall'emittente televisiva Sat.1. La prima puntata fu trasmessa il 26 ottobre 1992.
In Italia, la serie è stata trasmessa in prima TV da Canale 5 a partire dal 1996  ed è stata replicata su Retequattro nel 2007 .

## Descrizione
Il Dottor Thomas Burgner, un medico di Monaco rimasto vedovo, si trasferisce insieme al figlio Maximilian, detto "Maxl", a Sonnenstein, un villaggio di montagna, dove apre un nuovo studio medico e va a vivere in casa del suocero, il Dottor Pankraz Obermayr, veterinario. Mollato dalla fidanzata Rosi, che non vuole lasciare Monaco, trova nella Dott.ssa Sabina Spreti, un'italiana, il suo nuovo amore.
I due si sposano ed avranno una figlia, ma in seguito moriranno travolti da una valanga.
In sostituzione del Dottor Burgner, giunge a Sonnenstein il Dottor Justus Hallstein.

## Produzione e backstage
La serie è stata girata a Wieldermieming, nell'Altopiano di Mieming

## Episodi
| Stagione         | Episodi | Prima TV Germania | Prima TV Italia |
| ---------------- | ------- | ----------------- | --------------- |
| Prima stagione   | 14      | 1992-1993         |                 |
| Seconda stagione | 19      | 1993-1994         |                 |
| Terza stagione   | 13      | 1995              |                 |
| Quarta stagione  | 13      | 1996              |                 |
| Quinta stagione  | 14      | 1997              |                 |
| Sesta stagione   | 22      | 1998              |                 |

## Remake
Della serie è stato fatto un remake, prodotto dal 2008 ed intitolato sempre Der Bergdoktor.